# Estación Carlos Keen
Carlos Keen es una estación ferroviaria de la localidad homónima, partido de Luján, provincia de Buenos Aires, Argentina.

## Servicios
La estación corresponde al Ferrocarril General Bartolomé Mitre de la red ferroviaria argentina, en el ramal a Pergamino que nace en la estación Luján y que está concesionado a la empresa NCA la cual no realiza mantenimiento ni corre trenes por él.
El ramal está abandonado por parte del estado y la empresa NCA, aunque no presenta intrusiones o robos importantes.
Actualmente no posee tráfico de trenes de ningún tipo, aunque los "Amigos del Ramal Victoria - Pergamino" realizan arduas tareas de preservación de la traza como desmalezamiento y mantenimiento de vías.
La Estación cuenta con vivienda para el jefe de estación, sala de espera de señoras, boletería, baños y toda la infraestructura perteneciente al ramal. Actualmente la estación y sus alrededores es el centro de atracción turístico con distintos puestos de feria entre ellos gastronomía, artesanías, carreras de karting, etc. 
El galpón de cargas hoy en día es utilizado para un espacio cultural donde se desarrollan distintos eventos y parte de la estación en sí forma parte de un quiosco y en ella se guardan los puestos. La estación se conserva a pesar de los años aunque la misma no esta en excelentes condiciones.

## Ubicación
Se encuentra a 13 kilómetros de la ciudad de Luján. Sus coordenadas geográficas son 34°29′12″S 59°13′11″O / -34.48667, -59.21972.

## Historia
El pueblo surgió de la construcción del ramal ferroviario Luján-Pergamino cuyas obras comenzaron en 1875. La localidad en la década de 1930 tuvo un gran crecimiento llegando a contar con 4.000 habitantes, gracias al desarrollo de distintos emprendimientos agrícolas en el pueblo favorecidos por el ferrocarril.
A partir de la década del 90, por decisión del gobierno de Carlos Menem, se decreta el cierre, clausura y levantamiento de varios ramales ferroviarios en todo el país. Así, el ramal en cuestión tendría su punto final en el año 1992, dejando a la estación sin funcionamiento y al pueblo sin posibilidad de continuar con su crecimiento. Actualmente, la población es de 500 personas (2010).
Existe un proyecto para reactivar la circulación de trenes del Ferrocarril General Bartolomé Mitre a esta zona ya que es muy visitada por turistas por los diversos emprendimientos gastronómicos, siendo esta la cabecera terminal. Actualmente varios turistas y vecinos de la población local expresaron su preocupación por la vuelta del ferrocarril ya que Carlos Keen es un centro turístico es de altas prestaciones. 